# ウィル・カルホーン
ウィル・カルホーン（Will Calhoun、1964年7月22日 - ）は、ロック・バンド、リヴィング・カラーのメンバーとして知られるアメリカ合衆国のドラマーである。

## 略歴
カルホーンはニューヨークのブロンクス区で生まれた。ボストンに引っ越し、バークリー音楽大学に通い、そこで音楽プロデュースとエンジニアリングの学位を取得した。ドラマーとしての優れたパフォーマンスでバディ・リッチ・ジャズ・マスターズ賞を受賞した。

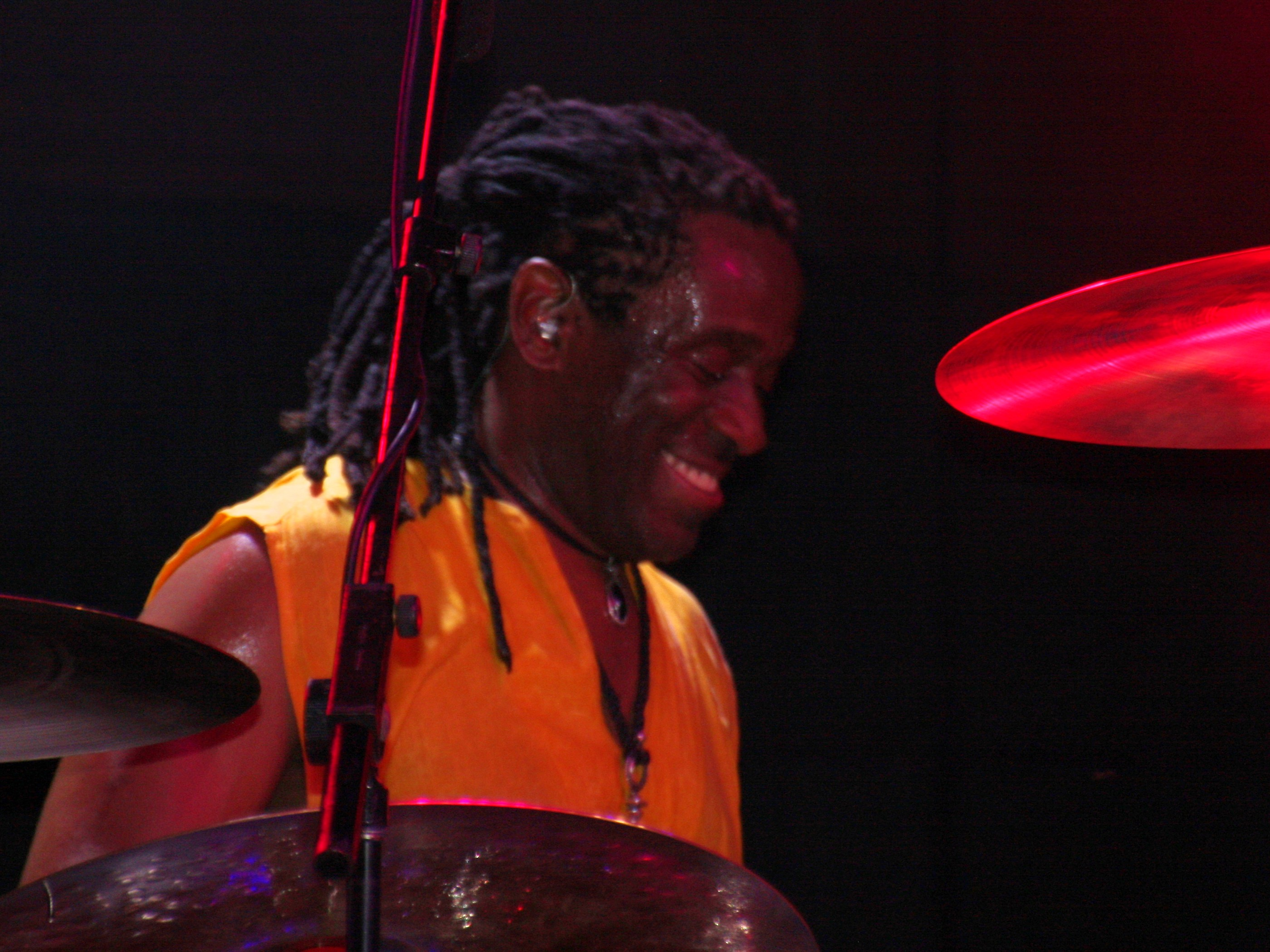
カルホーン（2017年）

ロック・バンド「リヴィング・カラー」のドラマーとして最もよく知られているが、カルホーンはジャングル・ファンクやヘッドフェイクでも演奏を行い、ジャズ・アルバムをリーダーとして録音し、ファラオ・サンダース、B.B.キング、ハーブ・アルパート、ドクター・ジョン、ジャコ・パストリアス、ウェイン・ショーター、マーカス・ミラー、パブリック・エナミー、ロン・ウッドと共演している。彼はフィンランドのシンフォニックメタル・シンガーであるターヤ・トゥルネンのアルバム『What Lies Beneath』の「Crimson Deep」で演奏している。彼は「Stone Raiders」ミュージカル・バンドのメンバーでもある。
雑誌『Modern Drummer』の読者投票で「1988年最優秀新人ドラマー」に選ばれ、その後、再び「ナンバーワン・プログレッシブ・ドラマー」として3回（1989年、1991年、1992年）選ばれている。『ローリング・ストーン』誌の批評家投票では「1990年最優秀ドラマー」に選ばれた。彼は2つのグラミー賞を受賞している。1つはリヴィング・カラーによる1989年のベスト・ハードロック・パフォーマンスで、もう1つは同バンドによる1990年のベスト・ハードロック・パフォーマンスである。リヴィング・カラーは1991年にベスト・ロック・バンドの国際ロック賞を受賞した。カルホーンはドラム演奏に加えて、アルバム『タイムズ・アップ』でフィーチャーされた曲「Pride」と、アルバム『ステイン』の「Nothingness」を作曲している。
カルホーンのドラミングには、さまざまなスタイルの影響と機材の増強技術が組み込まれている。リヴィング・カラーにおいて、彼は高度なファンクとフュージョンのテクニックを、ハードロックとスラッシュメタルの要素と融合させた最初のドラマーの一人であった。さらに最近では、ドラムンベースのグルーヴ、エスニック・パーカッション、サンプリングなどを演奏に取り入れている。非常に肉体的なプレーヤーであり、とても正確なグルーヴから、より自由な形式の前衛ファンクやジャズのアプローチまで、幅広いレパートリーを持っている。彼は、コルグ・ウェーヴドラムの熱心なユーザーでもあり、これによって、エフェクト（ギターペダルや、通常は打楽器に関連しない他のエフェクトを含む）を1つのドラムに統合できている。カルホーンはセットアップにマンダラ・ドラムを追加した。マンダラは動的なマルチ・コントロール・ゾーンのエレクトロニック・サーフェイスであり、センサー技術を使用して表面の打突が発生した場所と強度を検出するものである。
クリード、アルター・ブリッジのスコット・フィリップスは、「カルホーンの存在が、おそらく私がドラムを演奏し始めた理由だと思います……。リヴィング・カラーの2枚目のアルバム『タイムズ・アップ』は出るべくして出たものだったんでしょうね。あなた方はその男が風変わりなドラム・スティックを持っているとか言うのでしょうけど、彼はそれを誇示せず、いつレイドバックするかを知っていたんです」と言っている。

## ディスコグラフィ

### ソロ・アルバム
- Housework - Solo Drum Performances (1995年)
- Drumwave (1997年)
- Live at the Blue Note (2000年)
- Native Lands (2005年)
- Life in this World (2013年)
- Celebrating Elvin Jones (2016年)

### 参加アルバム
サンティ・デブリアーノ
- Artistic License (2001年、Savant)